# 子連れ狼 (曲)
「子連れ狼」（こづれおおかみ）は、1971年12月25日に日本ビクター（音楽レコード事業部、現・ビクターエンタテインメント〈二代目〉）から発売された橋幸夫の115枚目のシングル（SV-2219）である。橋幸夫にとって1969年の「京都・神戸・銀座」以来2度目のオリコンBEST10入りとなった。

## 解説
- 劇画『子連れ狼』のイメージソングとして発表された。作詞者は『子連れ狼』原作者の小池一雄、作曲者は吉田正。
- 楽曲制作のきっかけは、「いつでも夢を」を担当したビクターの武田京子ディレクターが、大阪で公演中の橋の楽屋を訪ねて、「また（橋の）楽曲を企画したいといって」劇画『子連れ狼』を押しつけたこと[2]。ここから話がすすみ、楽曲が制作された。
- 楽曲発表後、橋の舞台での演題に「子連れ狼」も取り入れられ、橋は、何回となく拝一刀を演じ、本楽曲について「思い出深い」曲としている[2]。
- この作品はオリコンチャートで6週間（2週と4週連続）10位にランクされるなど、ロングセラーとなった。
- 若山富三郎の「子連れ狼」（映画『子連れ狼 死に風に向う乳母車』主題歌）とは同名異曲である。
- 本作以外にも橋は、『子連れ狼』のイメージソングとしてシングル『三途の川の乳母車』（SV-2292、こちらのコーラスは若草児童合唱団ではなくみすず児童合唱団が担当）を発売している。
- 橋は本楽曲で1972年の第14回日本レコード大賞・大衆賞を受賞した。その他、日本歌謡大賞特別賞、日本有線大賞郵政大臣賞、全日本有線放送大賞特別賞、全国民放ラジオ局歌謡ベストテン特別賞を受賞している。
- 1972年の第23回NHK紅白歌合戦では、橋によって本楽曲が歌唱されたが、その際にレコードデビュー前のキャンディーズがバックコーラスを務めている。

## 映像作品への起用
楽曲「子連れ狼」は、劇画『子連れ狼』を原作とした映像作品でも、たびたび使用されている。
- 1972年公開の映画『子連れ狼 死に風に向う乳母車』の劇中でインストゥルメンタル版が挿入された。
- 同じく1972年公開の映画『子連れ狼 親の心子の心』の劇中で少女合唱によるコーラス版が挿入された。
- 1976年、テレビドラマ『子連れ狼 (萬屋錦之介版)』第3部の主題歌となった。このドラマのオープニングで、橋と若草児童合唱団が歌った。
  - ドラマにおいて、当初はイントロ部分の、橋幸夫の「小高い丘の～」のせりふの前に、一刀が大五郎に生きて刺客道という地獄道を進むか、死んで母の薊のいるあの世へ行くかを選択させる場面が3分ほど、橋幸夫のナレーションで入っており、これでは長すぎるとテレビ局制作サイドからのクレームがつき、現在よく知られているバージョンに改められたという経緯がある。
- 2004年にリメイク作として放映された北大路欣也版の第3部で、アレンジを変えた加藤登紀子のカバー曲が挿入歌として使用された。

## 収録曲
1. 子連れ狼
  - 作詞:小池一雄、作曲・編曲:吉田正
2. 刺客道
  - 作詞:小池一雄、作曲・編曲:吉田正

## 共演
若草児童合唱団

## 収録アルバム
- 『橋幸夫ベストヒット』（2015年7月10日）BHST153
- 『橋幸夫　ザ・ベスト』（2012年7月25日） VICL-63901
- 『橋幸夫ベスト～盆ダンス～』（2005年11月23日）VICL-61820
- 『橋幸夫スーパーベスト』（2005年11月11日）ASB-1018
- 『橋幸夫全曲集 』（2003年11月26日）VICL-61251
- 『橋幸夫が選んだ橋幸夫ベスト40曲』（2000年10月4日）VICL-60641～2

....その他